# سطح الخضوع

أسطح,, المتغيرات ثوابت علي الإجهاد الرئيسي.

سطح الخضوع هو سطح خماسي الأبعاد في الإجهادات سداسية الأبعاد.غالباً سطح الخضوع يكون محدب و حالة الإجهاد فيه يكون مرن.عندما يقع الإجهاد علي سطح المادة يطلق عليه أنه وصل لنقطة حد الخضوع،و تصبح المادة لدنه.
التشوه الأضافي للمادة يسبب بقاء حالة الإجهاد علي سطح الخضوع ،بالرغم أن شكل و حجم السطح قد يتغير عند حدوث لدونه.هذا بسبب أن حالة الإجهاد الذي يقع خارج سطح الخضوع غير جائز حتي في حالات اللزوجة.
غالباً يعبر سطح الخضوع في علاقات فراغ الإجهاد الرئيسي ثلاثي الأبعاد {\displaystyle (\sigma 1,\sigma 2,\sigma 3)}، ومتغيرات ثنائية الأبعاد {\displaystyle (\mathrm {I} 1,\Im 2,\Im 3)}.